# Jaume Balagueró
Jaume Balagueró Bernat (Lérida, 3 de noviembre de 1968) es un director de cine español.

## Biografía

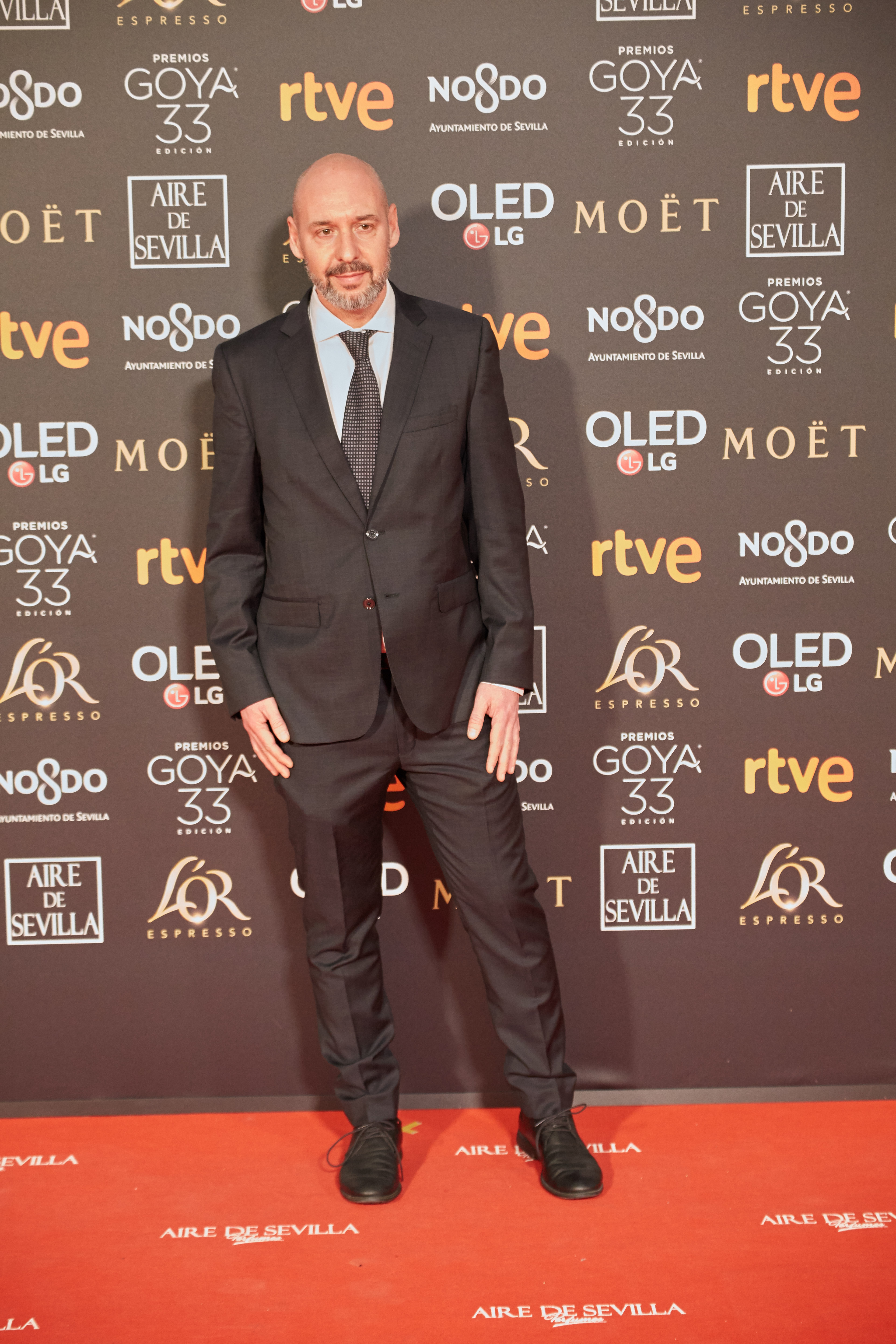
Balagueró en los Premios Goya 2019

Nació el 3 de noviembre de 1968 en Lérida, España.
Especializado en el género de terror, más concretamente en la vertiente del terror psicológico. Se graduó en Ciencias de la Comunicación y estudió cine en el Centre d'Estudis Cinematogràfics de Catalunya (CECC). Ejerció como periodista y presentador radiofónico (La espuma de los días, en Radio Hospitalet) antes de abordar su primer trabajo en cine, el cortometraje Alicia, con el que triunfaría en el Festival de Sitges. En su segundo cortometraje consolidaría un estilo que perduraría en sus siguientes obras, y que atraería el interés de los productores.
En 1999 dirigió su primer largometraje, Los sin nombre, una adaptación de la novela homónima de Ramsey Campbell, con la que ganó el Méliès de Oro a la mejor película fantástica europea de ese año, suponiendo su despegue a nivel internacional.
En 2002 dirigió, junto a Paco Plaza, OT: la película, un documental sobre el programa televisivo que tantas pasiones despertó ese año, donde se hacía un seguimiento de las peripecias del grupo de cantantes. En 2010 rodó para Mahou Miedo, "La wikipeli" colaborativa con Macarena Gómez.
Sus dos siguientes largometrajes, para los que ha podido contar con mayores presupuestos y la intervención de prestigiosos actores de Europa y de los Estados Unidos, apuntalan una obra aclamada en todo el mundo por los aficionados al género, coherente y muy personal, ya no por la revisitación de temas recurrentes que ha conseguido hacer suyos, sino por el uso de ciertos recursos expresivos (las máscaras antigás, los transistores de radio antiguos, los viejos retratos familiares, y el famoso «efecto Balagueró», una suerte de efecto estroboscópico utilizado en momentos «siniestros» con los que logra el desasosiego sin necesidad de recurrir a truculencias demasiado explícitas.
Miembro del jurado del primer concurso de cortometrajes por móvil celebrado en San Felíu de Guixols en 2007. En el mismo año, le fue otorgado el premio de Mejor director en el Festival de Cine de Sitges.
Jaume Balagueró es uno de los referentes indiscutibles del cine de terror de nuestro país, creador de la saga “REGUERA” junto a Paco Plaza y ahora se estrena en salas de cine su última película, “Venus”. Joan Millaret lo entrevistó en el marco del 55.º Festival de Cine de Cataluña – Sitges 2022, donde el cineasta leridano inauguró por tercera vez el festival catalán. “Venus” es el segundo proyecto del sello The Fear Collection – después de “Veneciafrenia” de Álex de la Iglesia, uno de los jefes de este sello -. “Venus” es una buena combinación de thriller y de película de terror con una heroína, Lucía (Ester Expósito), que roba un paquete de drogas del local donde trabaja y busca refugio en un inmueble siniestro de la periferia madrileña, la antesala del horror.

## Filmografía
| Año  | Película                     |
| 2022 | Venus                        |
| 2021 | Way Down                     |
| 2020 | UNBOXING IBAI (cortometraje) |
| 2017 | Musa                         |
| 2014 | [REC] 4 Apocalipsis          |
| 2014 | Inquilinos (cortometraje)    |
| 2010 | Mientras duermes             |
| 2010 | Miedo, o "La wikipeli"       |
| 2009 | [REC] 2                      |
| 2007 | [REC]                        |
| 2006 | Para entrar a vivir          |
| 2005 | Frágiles                     |
| 2002 | Darkness                     |
| 2002 | OT - La película             |
| 1999 | Los sin nombre               |
| 1995 | Días sin luz (cortometraje)  |
| 1994 | Alícia (cortometraje)        |